# طهماسبغوار (أملش الجنوبي)
طهماسبغوار (بالفارسية: طهماسگوابر) هي قرية تقع في إيران في غيلان. يقدر عدد سكانها بـ 38 نسمة بحسب إحصاء 2016.